# Journal of Management
Das Journal of Management (J Manage, J Mgt, JOM) ist eine peer-reviewte Fachzeitschrift für Management. Verlegt wird die Zeitschrift durch SAGE Publications für die Southern Management Association. Das Magazin veröffentlicht vorwiegend empirische und theoretische Forschungsergebnisse zu den Themen, die einen hohen Einfluss auf den Bereich Management haben. Dabei deckt das Journal die folgenden Gebiete ab:
- Strategie (Wirtschaft)
- Organizational Behavior
- Human Resource Management
- Organisationstheorie
- Unternehmertum
- Forschungsmethodik

Das JOM wird zweimonatlich veröffentlicht sowie zwei Ausgaben im Januar und im Juli, die als Review-Issues bezeichnet werden und die vielgelesene und -zitierte Artikel des Wissensfeldes besprechen. Chefredakteur ist seit dem 1. Juli 2017 der US-amerikanische Experte für Personalwesen und Hochschulprofessor David G. Allen. Im Juli 2020 soll die Redaktion an den Experten für Corporate Governance, Professor Brian Connelly von der Auburn University übergeben werden, der seit Juli 2019 als Editor-Elect schon mit seinem Vorgänger die Routinen und Abläufe des Journals kennenlernt.

## Impact
Das Journal gehört zu den einflussreichsten Zeitschriften für Management und wird von der Financial Times unter den Top-50 Journalen geführt. Jährlich gehen ca. 1200 Artikel zur Veröffentlichung ein, von denen ca. 8 % auch zur Veröffentlichung gelangen.
2018 wurde das Journal auf Rang 3 von 217 Fachzeitschriften für den Bereich Management, Rang 4 von 147 im Bereich Business und Rang 1 von 82 für angewandte Psychologie beurteilt. Der Impact Factor lag 2018 bei 9,056. Researchgate gibt für 2018 einen Impact Factor von 4.6 an und für 2009 den höchsten für dieses Magazin ermittelten Wert 8.45.